# Edward Battel
Edward Battel was een Brits wielrenner. Hij nam deel aan de Olympische Zomerspelen van 1896 in Athene.
Hij nam deel aan de 333,33 meter sprint op de baan waarin hij vierde werd met een tijd van 26.2 seconden. In de 100 kilometer op de baan moest hij opgeven, maar in de wegwedstrijd van 87 kilometer nam hij de bronzen medaille mee naar huis. Hij had de leiderspositie, maar werd nog ingehaald door twee renners waardoor hij tevreden moest zijn met de bronzen medaille. Battel kwam al bloedend van zijn val over de streep.

## Belangrijkste resultaten
OS 1896
 in de wegrit